# Simon Brandstetter
Simon Brandstetter (* 2. Mai 1990 in Esslingen am Neckar) ist ein deutscher Fußballspieler.

## Karriere
Simon Brandstetter begann das Fußballspielen in seiner Heimatstadt beim TSV Oberensingen und dem FV 09 Nürtingen. Mit 14 Jahren spielte er auch ein Jahr für den VfB Stuttgart, bevor er über den VfL Kirchheim zu den Stuttgarter Kickers kam. Dort verbrachte er die U-17- und U-19-Zeit und spielte unter anderem in der A-Jugend-Bundesliga und gehörte der Württemberg-Auswahl an.
Nach der Jugendzeit wechselte der Mittelstürmer zum SC Freiburg. Dort konnte er sich in der zweiten Mannschaft in der Regionalliga Süd etablieren und erzielte in seinem zweiten Jahr in 28 Spielen 18 Tore. Außerdem wurde er in die U-20-Nationalmannschaft berufen. In der Saison 2011/12 hatte er dann mit Verletzungen zu kämpfen und fiel lange aus. Obwohl er für die Bundesligamannschaft der Breisgauer gemeldet war, kam er dort nicht zum Einsatz.
2012 zeigte der Karlsruher SC Interesse und der Zweitligaabsteiger lieh Simon Brandstetter zum Saisonwechsel für ein Jahr aus. In der Sommerpause erkrankte er jedoch am Pfeifferschen Drüsenfieber und kam danach mehrere Monate nicht zum Einsatz. Erst im November wurde er wieder in der Oberligamannschaft aufgebaut und am 1. Dezember 2012 gab er sein Debüt in der 3. Liga in den Schlussminuten gegen den 1. FC Heidenheim beim Stand von 5:2. In der Rückrunde kam er dann zwar noch mehrmals zum Einsatz, konnte sich aber im erfolgreichen, eingespielten Team keinen Stammplatz erspielen.
Zur Saison 2013/14 wechselte Brandstetter zum FC Rot-Weiß Erfurt, bei dem er anschließend regelmäßig zum Einsatz kam. In der Spielzeit 2014/15 hatte er mit seiner Mannschaft über einen langen Zeitraum Aufstiegschancen, ehe in der Rückrunde ein deutlicher Einbruch erfolgte. Im Sommer 2015 wechselte er zum in die 2. Bundesliga aufgestiegenen MSV Duisburg. Nach dem Abstieg 2015/16 stieg er mit dem MSV als Drittligameister 2017 wieder in die zweite Liga auf.
In der Winterpause 2017/18 wechselte Brandstetter zum Drittligisten SV Wehen Wiesbaden und unterschrieb einen bis zum 30. Juni 2019 laufenden Vertrag. Bei seinem Pflichtspieldebüt für Wiesbaden am 20. Januar 2018 (21. Spieltag) traf er beim 5:1-Sieg gegen den VfL Osnabrück auch erstmals für den neuen Verein. Nach der Saison 2018/19 stieg er mit der Mannschaft in die 2. Bundesliga auf.
Zur Saison 2019/20 schloss er sich der zweiten Mannschaft von Mainz 05 in der Regionalliga Südwest an. In der wegen der COVID-19-Pandemie im März 2020 abgebrochenen Saison war er mit 13 Toren in 19 Ligaspielen bester Torschütze der Mainzer. Er blieb bis 2023 bei den Mainzern, für die er 33 Ligatore erzielte. Danach ging er in die Verbandsliga nach Oberensingen.

## Erfolge
- Aufstieg in die 2. Bundesliga: 2019

## Familie
Simon Brandstetters älterer Bruder Marcel war während seiner aktiven Karriere ebenfalls Stürmer und spielte unter anderem in der Saison 2011/12 für die Stuttgarter Kickers in der Regionalliga. Seit seinem Karriereende ist er Trainer auf Kreisligaebene.